# The Roches
The Roches war ein US-amerikanisches Gesangstrio aus New Jersey, bestehend aus den Schwestern Maggie († 2017), Terre und Suzzy Roche.

## Bandgeschichte
Bereits Ende der 1960er-Jahre waren die älteren Roche-Schwestern Maggie und Terre in New Yorker Clubs mit einer Mischung aus Folk und Doo Wop aufgetreten. Erstmals auf Platte waren sie 1973 als Hintergrundsängerinnen auf Paul Simons There Goes Rhymin’ Simon zu hören und hatten 1975 ein Album als Duo veröffentlicht.
Die Band „The Roches“ wurde 1976 von den Schwestern Maggie und Terre Roche gegründet, als ihre jüngste Schwester Suzzy zum Duo stieß. Das neu gegründete Trio war in der Club Szene von Greenwich Village aktiv und wurde 1978 von Warner Brothers unter Vertrag genommen. Bisher bekannteste Platte ist das 1979 erschienene Debüt-Album The Roches, das von dem King-Crimson-Gitarristen Robert Fripp produziert wurde. Als Gastmusiker waren neben Fripp (E-Gitarre, Frippertronics) auch Tony Levin und Larry Fast beteiligt.
Die Texte und die Musik der meisten Titel auf den Alben der Band wurden von den drei Schwestern in unterschiedlichen Kombinationen geschrieben.

## Diskografie
Studioalben
- 1979: The Roches
- 1980: Nurds
- 1982: Keep On Doing
- 1985: Another World
- 1986: No Tresspassing
- 1989: Speak
- 1990: We Three Kings
- 1992: A Dove
- 1994: Will You Be My Friend?
- 1995: Can We Go Home Now
- 2007: Moonswept

Kollaboration
- 1986: Songs from Liquid Days (Album von Philip Glass)

Kompilationen
- 2003: The Collected Works of The Roches

Singles
- 1982: The Hallelujah Chorus / Second Family
- 1982: Losing True / The Scorpion Lament
- 1989: Big Nuthin’